# Demi-glace

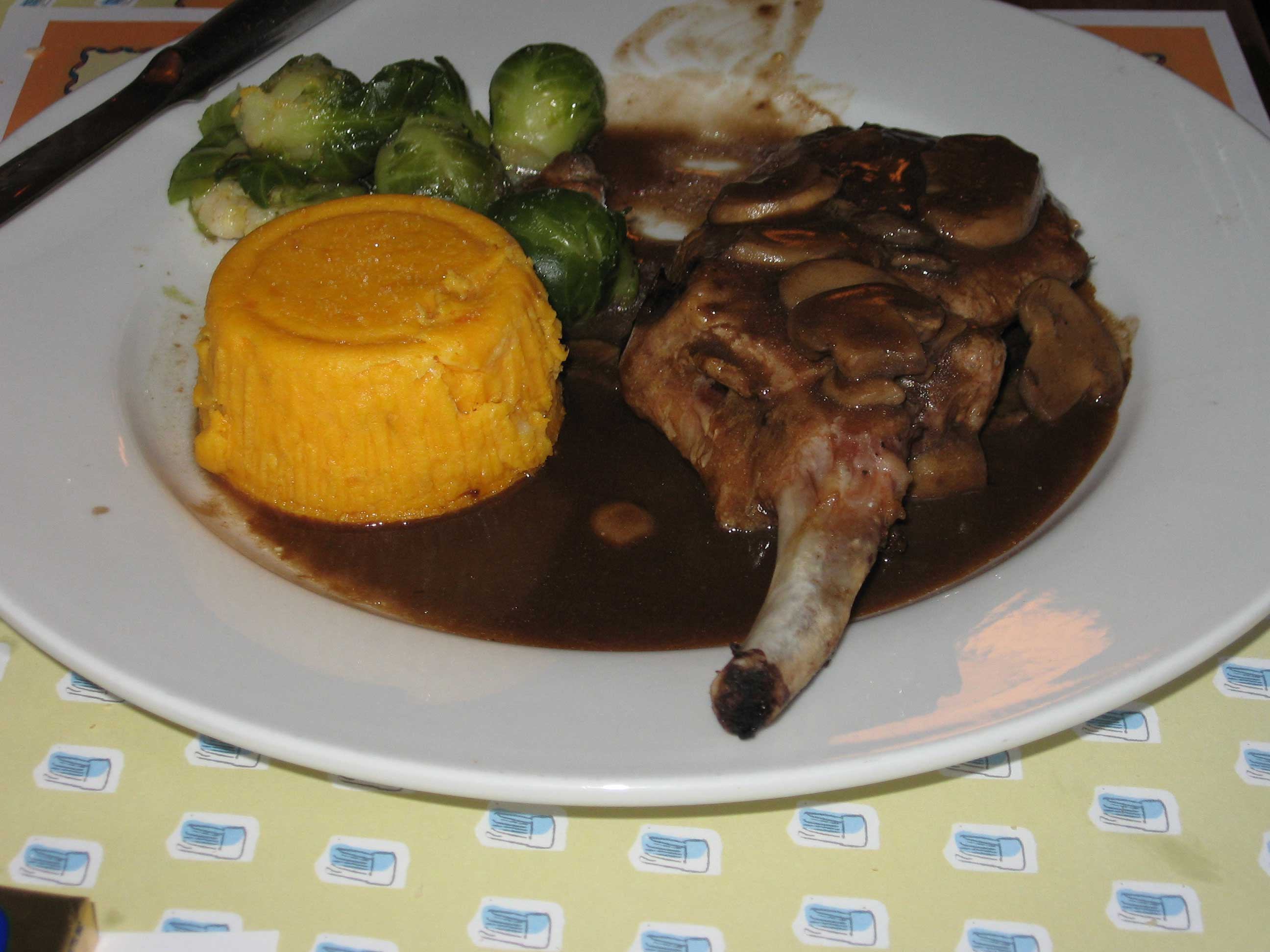
Costeleta de porco com demi-glace de cogumelos, couve-de-bruxelas e um puré

Demi-glace é um molho próprio para guarnecer pratos de carne, principalmente carne bovina, derivado de um dos molhos básicos da culinária da França, o molho espanhol, que se combina com um fundo escuro e deixando reduzir para metade, obtendo-se uma pasta espessa, translúcida e brilhante. 
A demi-glace foi descrita no “Le guide culinaire” de Auguste Escoffier, mas é fácil encontrar boas receitas; o único problema é que a sua preparação leva bastante tempo, uma vez que incluem as instruções para o molho espanhol e para o fundo escuro. 
Numa receita, o molho espanhol e o caldo escuro são combinados em quantidades iguais e deixados a ferver com bouquet garni, até que a quantidade inicial reduza para metade; no fim, aconselha-se filtrar o molho. De referir que nesta receita, o caldo é iniciado torrando os ossos no forno, juntando os vegetais e finalmente deglaçando com vinho tinto.  Noutra receita, o caldo escuro é preparado da mesma maneira, mas o tomate só é adicionado à mistura juntamente com o mirepoix já caramelizado. 